# Aegithina tiphia
La iora comune (Aegithina tiphia (Linnaeus, 1758)) è un uccello passeriforme della famiglia Aegithinidae.

## Etimologia

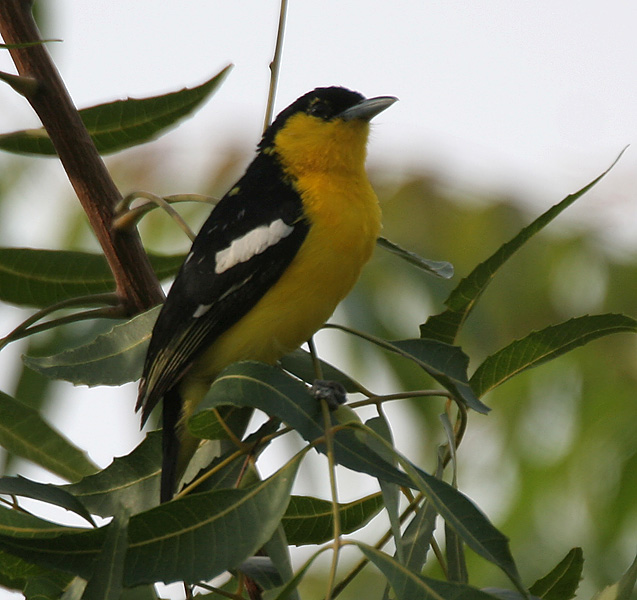
Maschio a Hyderabad.

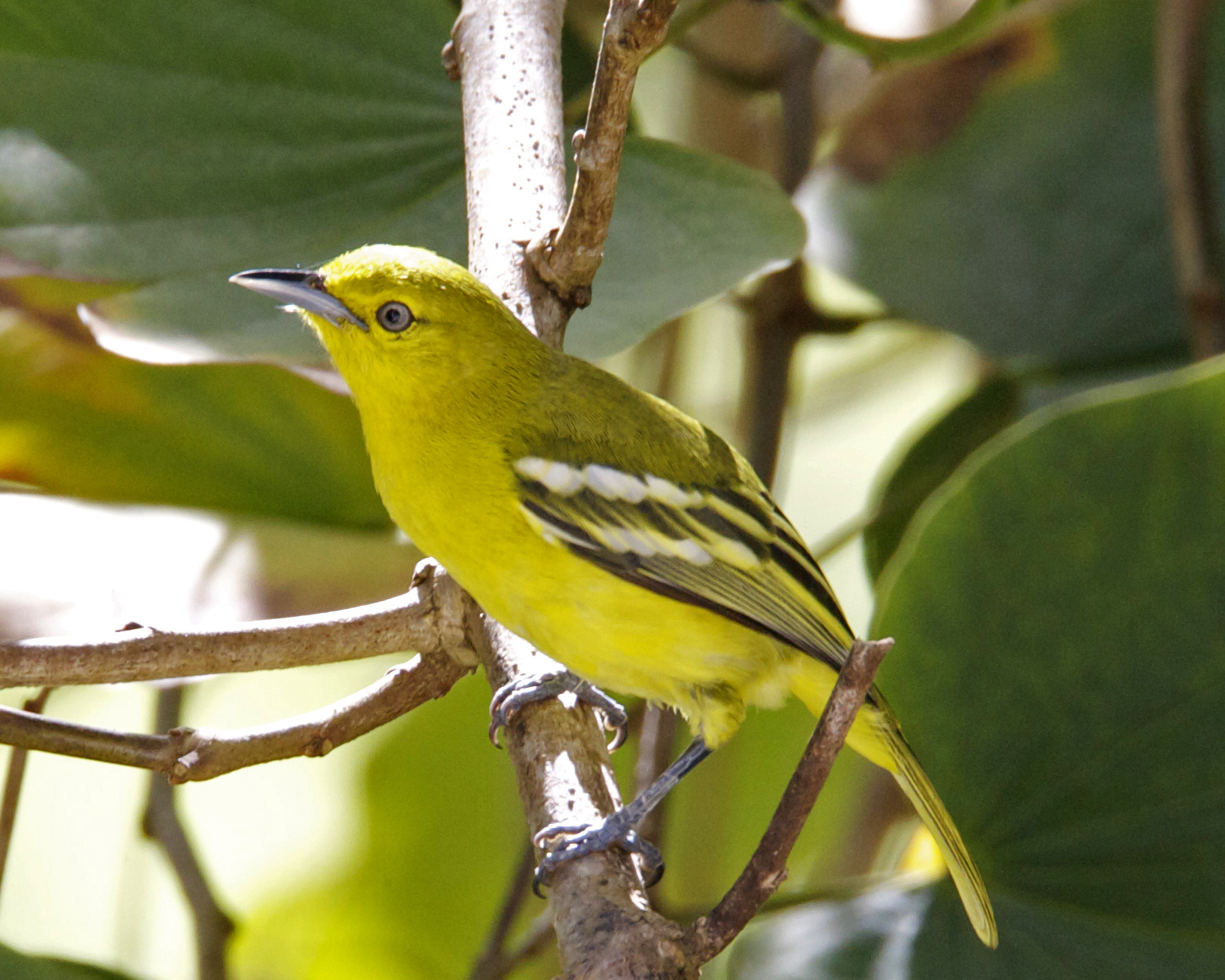
Femmina a Bali.

Il nome scientifico della specie, tiphia, deriva dal greco τυφη (typhē/tuphē, "tiara").

## Descrizione

### Dimensioni
Misura 12,5-13,5 cm di lunghezza, per 12-17 g di peso: a parità d'età, i maschi sono più grossi e pesanti rispetto alle femmine.

### Aspetto
Si tratta di uccelletti dall'aspetto robusto e slanciato, muniti di piccola testa arrotondata con forte becco appuntito, ali arrotondate e coda dall'estremità squadrata.
Il piumaggio presenta dimorfismo sessuale, particolarmente evidente durante il periodo degli amori: nelle femmine testa, petto e ventre sono di colore giallo, più chiaro sul sottocoda, mentre nuca, dorso e ali sono di color giallo-olivastro, con remiganti e coda nere con le singole penne orlate da una sottile linea bianca. Il codione è anch'esso bianco, così come bianchi sono due specchi alari sulle copritrici, particolarmente evidenti durante il periodo degli amori.

Nei maschi in amore tutta l'area dorsale è nera (con estensione di questo colore anche molto variabile a seconda della sottospecie), con comparsa di una calotta che copre fronte, vertice, nuca e lati del collo, mentre durante il periodo di eclisse essi sono comunque riconoscibili dalle femmine per le ali completamente nere (pur presentando le zone bianche analogamente a quelle delle femmine), senza aree olivastre.
In ambedue i sessi il becco è nero-bluastro con mandibola inferiore più chiara, le zampe sono anch'esse nero-bluastre e gli occhi sono invece di colore bruno scuro.

## Biologia

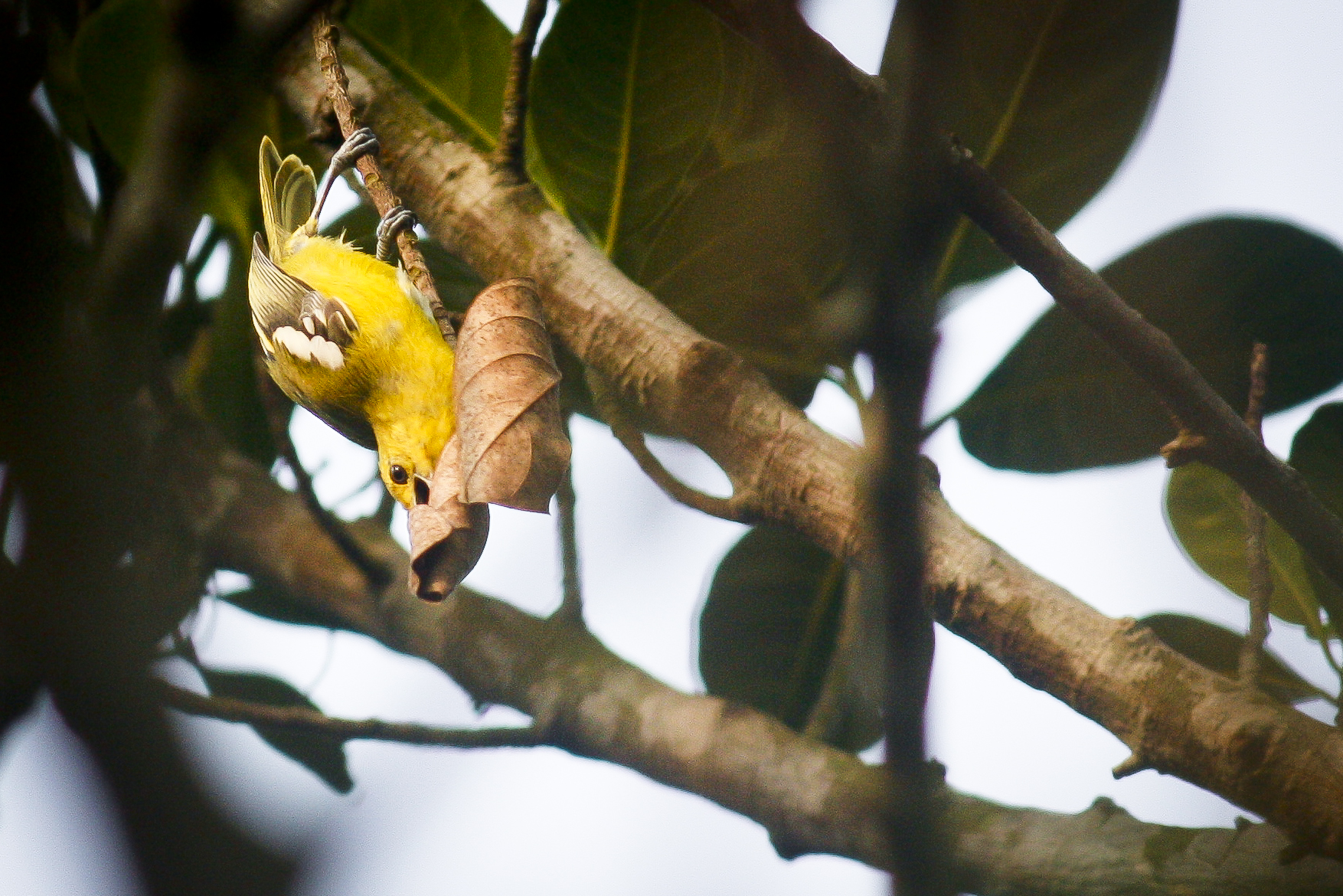
Femmina cerca il cibo a Dacca.

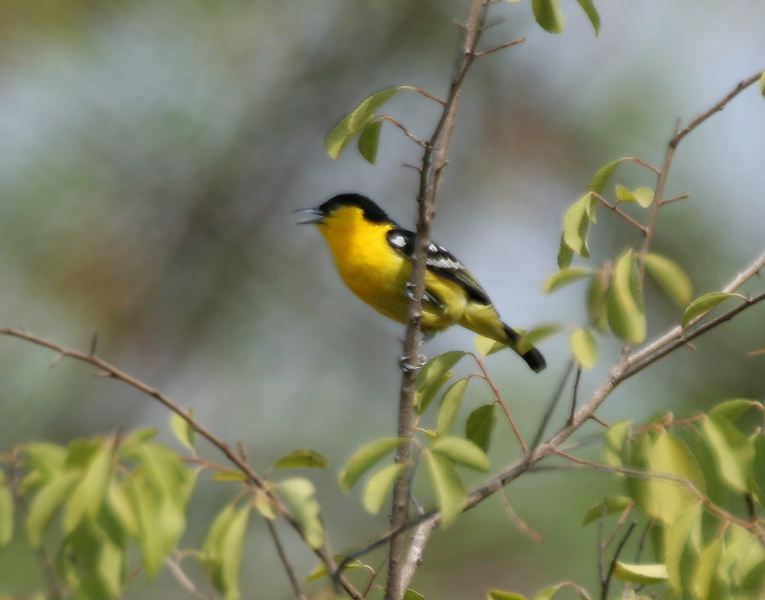
Maschio canta nell'Andhra Pradesh.

L'iora comune è un uccelletto vispo e vivace, che vive in gruppetti familiari, passando la maggior parte della giornata alla ricerca di cibo nella canopia e fra i rami di alberi e cespugli, non di rado aggregandosi a stormi misti con altre specie dai costumi di vita affini.
I maschi di questi uccelli sono ottimi cantori e possiedono un vasto repertorio di richiami flautati e melodiosi: non di rado, essi includono nelle proprie melodie imitazioni di altri uccelli, come i dronghi: i richiami delle femmine sono invece poco documentati, sebbene verosimilmente essi sono più sommessi e meno vari, in quanto esse non si occupano della difesa del territorio.

### Alimentazione
Si tratta di uccelli insettivori, la cui dieta è composta in massima parte da insetti ed altri piccoli invertebrati, reperiti ispezionando col becco fra le foglie e i rami di alberi e cespugli: questi uccelli inoltre si nutrono anche di bacche e piccoli frutti, e in una singola occasione un esemplare uccise e si cibò di un racoforo.

### Riproduzione

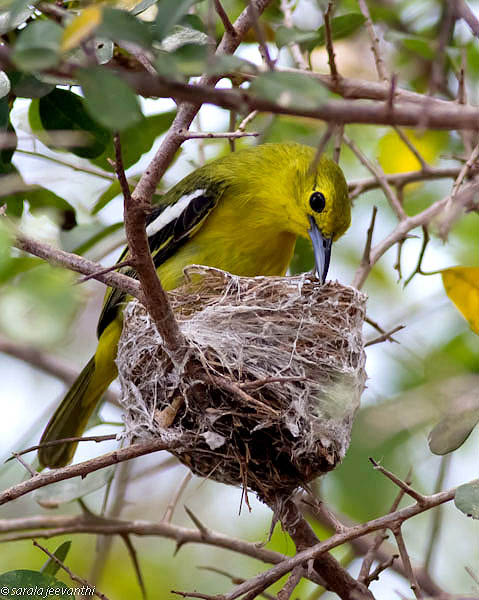
Femmina sul nido.

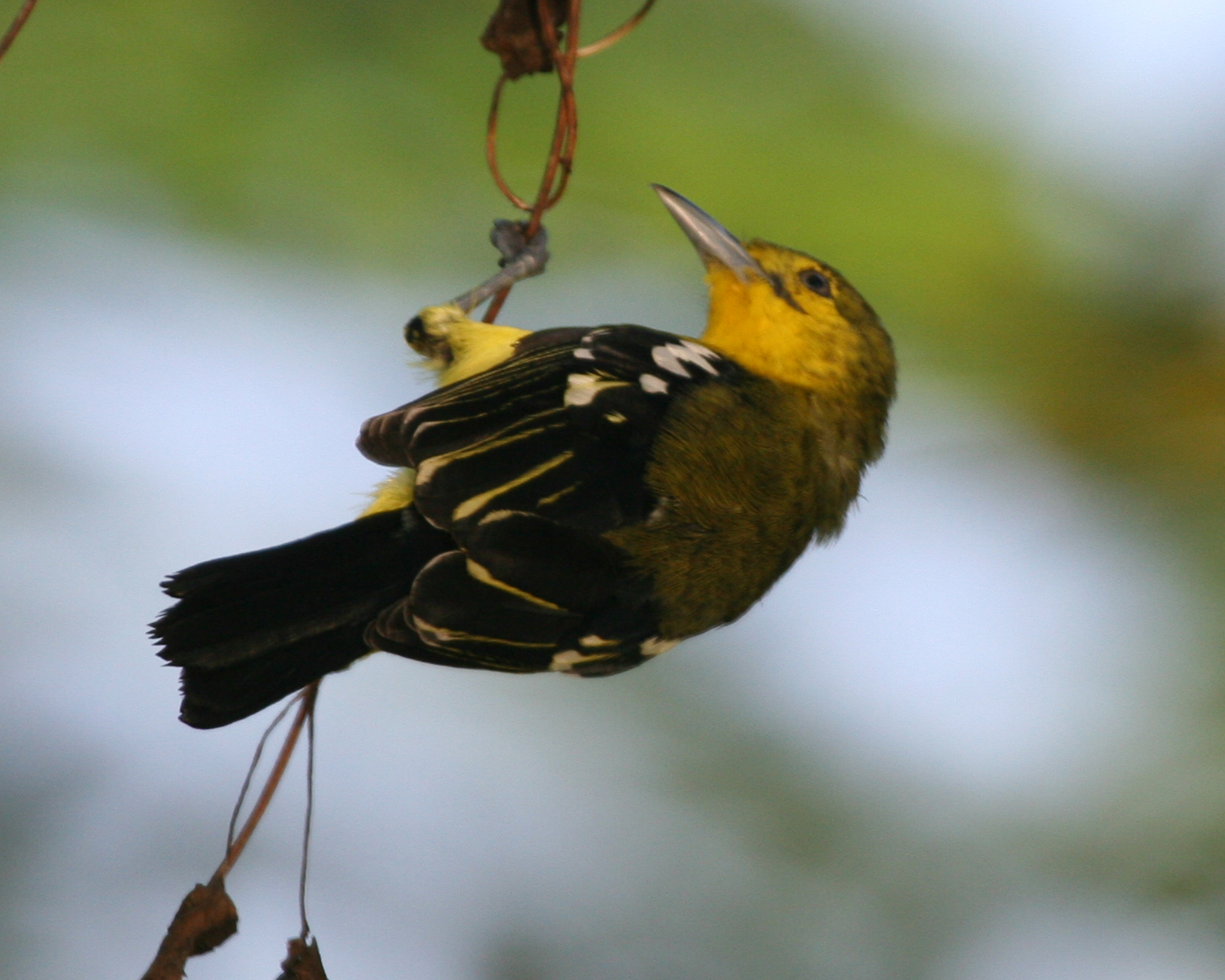
Maschio in eclisse.

La stagione riproduttiva spazia virtualmente dalla fine di dicembre a settembre, ma in realtà essa appare molto legata alla fine del monsone.

Si tratta di uccelli monogami, nei quali il maschio corteggia la femmina salendo velocemente di quota in maniera verticale e poi planando a foglia morta verso il posatoio dal quale si è alzato in volo, il tutto con le penne arruffate: dopo essersi posato, apre la coda a ventaglio e si rivolge alla femmina con le ali lievemente spiegate e rivolte verso il basso, al che essa può eventualmente acconsentire all'accoppiamento mettendosi in posizione accovacciata.
Il nido viene costruito dalla femmina con steli d'erba e ragnatela alla biforcazione di un ramo sottile d'albero o cespuglio: esso ha forma di coppa e aspetto delicato e sottile. Al suo interno la femmina depone 2-4 uova verdine con punteggiature e striature rosate, che cova alternandosi col maschio (che cova di giorno, mentre la femmina cova durante la notte) per due settimane, al termine delle quali schiudono pulli ciechi ed implumi.

I nidiacei vengono imbeccati e accuditi da ambedue i genitori: attorno alle tre settimane di vita tentano l'involo, ma l'indipendenza definitiva viene raggiunta solo attorno al meze e mezzo dalla schiusa.
L'iora comune subisce parassitismo di cova da parte del cuculo baio.

## Distribuzione e habitat

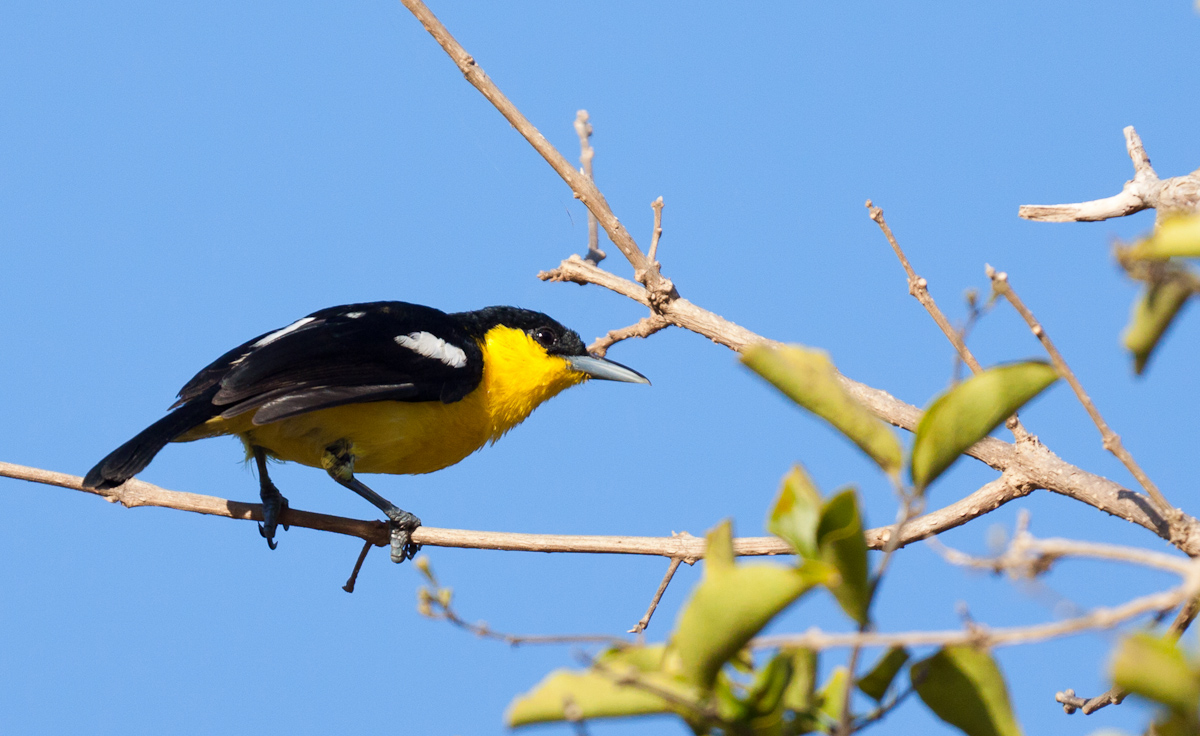
Maschio in Sri Lanka.

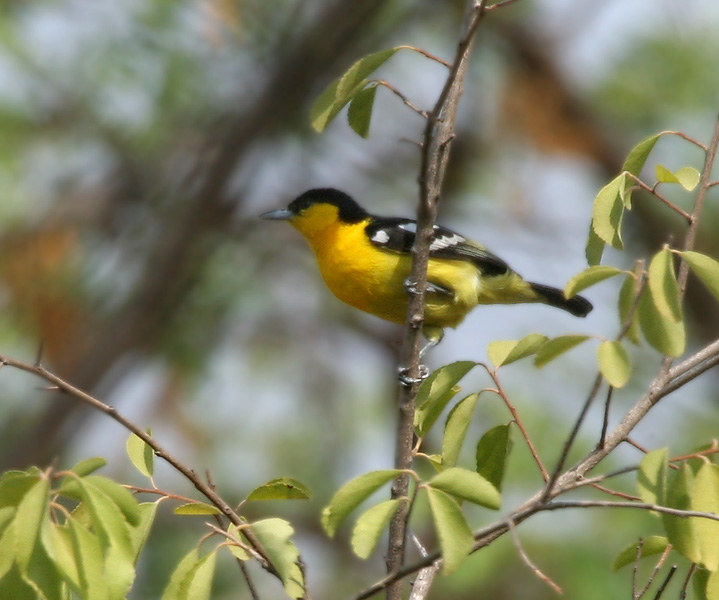
Maschio nei pressi di Hyderabad.

L'iora comune occupa un vasto areale che comprende gran parte del subcontinente indiano (inclusa Ceylon) e del Sud-est asiatico, andando dal Gujarat e dalle pendici sud-occidentali dell'Himalaya all'estremo sud della Cina: questi uccelli sono inoltre presenti anche in Insulindia, popolando l'Indonesia fino a Giava e al Borneo e l'isola filippina di Palawan.
L'habitat dell'iora comune è rappresentato dalle aree di foresta subtropicale con presenza di sottobosco cespuglioso e dai mangrovieti, popolando di preferenza le aree con canopia chiusa.

## Tassonomia
Se ne riconoscono undici sottospecie:
- Aegithina tiphia tiphia (Linnaeus, 1758) - la sottospecie nominale, diffusa nelle aree pedemontane dell'Himalaya, dal Punjab orientale al nord del Bangladesh;
- Aegithina tiphia multicolor (Gmelin, 1789) - diffusa in India centrale e meridionale e nello Sri Lanka;
- Aegithina tiphia deignani Hall, 1957 - endemica della Birmania orientale;
- Aegithina tiphia humei Baker, 1922 - diffusa in India centrale ad est del Rajasthan;
- Aegithina tiphia septentrionalis Koelz, 1939 - diffusa nel Punjab e nell'Himachal Pradesh;
- Aegithina tiphia philipi Oustalet, 1886 - diffusa in Yunnan, Birmania orientale, Thailandia centrale e settentrionale, Laos e Tonchino;
- Aegithina tiphia cambodiana Hall, 1957 - diffusa nel sud della Thailandia e dell'Indocina;
- Aegithina tiphia horizoptera Oberholser, 1912 - diffusa dal Tenasserim a Singapore, oltre che a Sumatra e su alcune isole circonvicine (Bangka, Nias, Riau);
- Aegithina tiphia scapularis (Horsfield, 1821) - diffusa a Giava e a Bali;
- Aegithina tiphia viridis (Bonaparte, 1850) - endemica del Borneo centrale e meridionale;
- Aegithina tiphia aequanimis Bangs, 1922 - endemica di Palawan, del Sabah e di alcune piccole isole circonvicine;

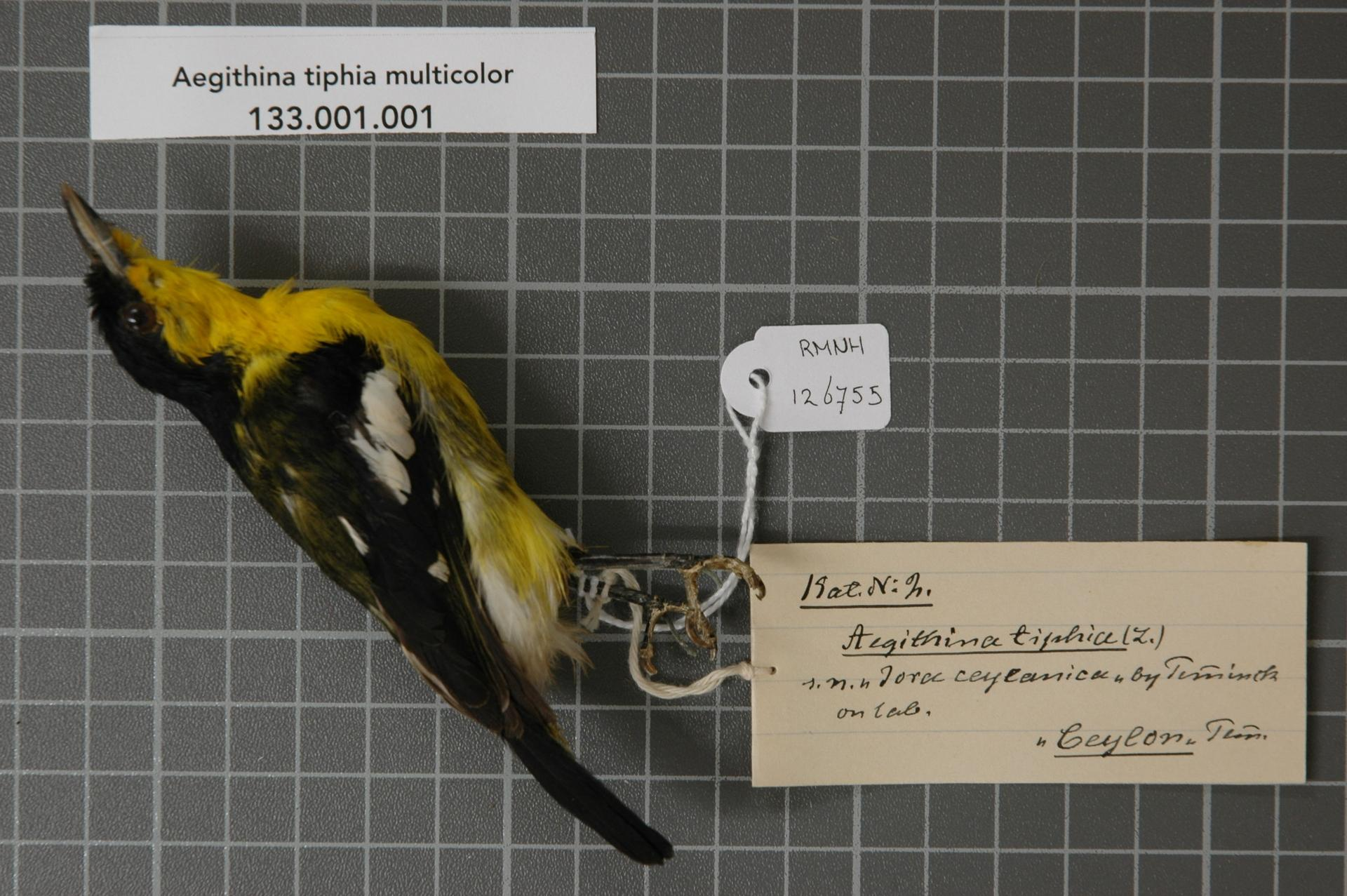
Maschio impagliato della sottospecie multicolor.
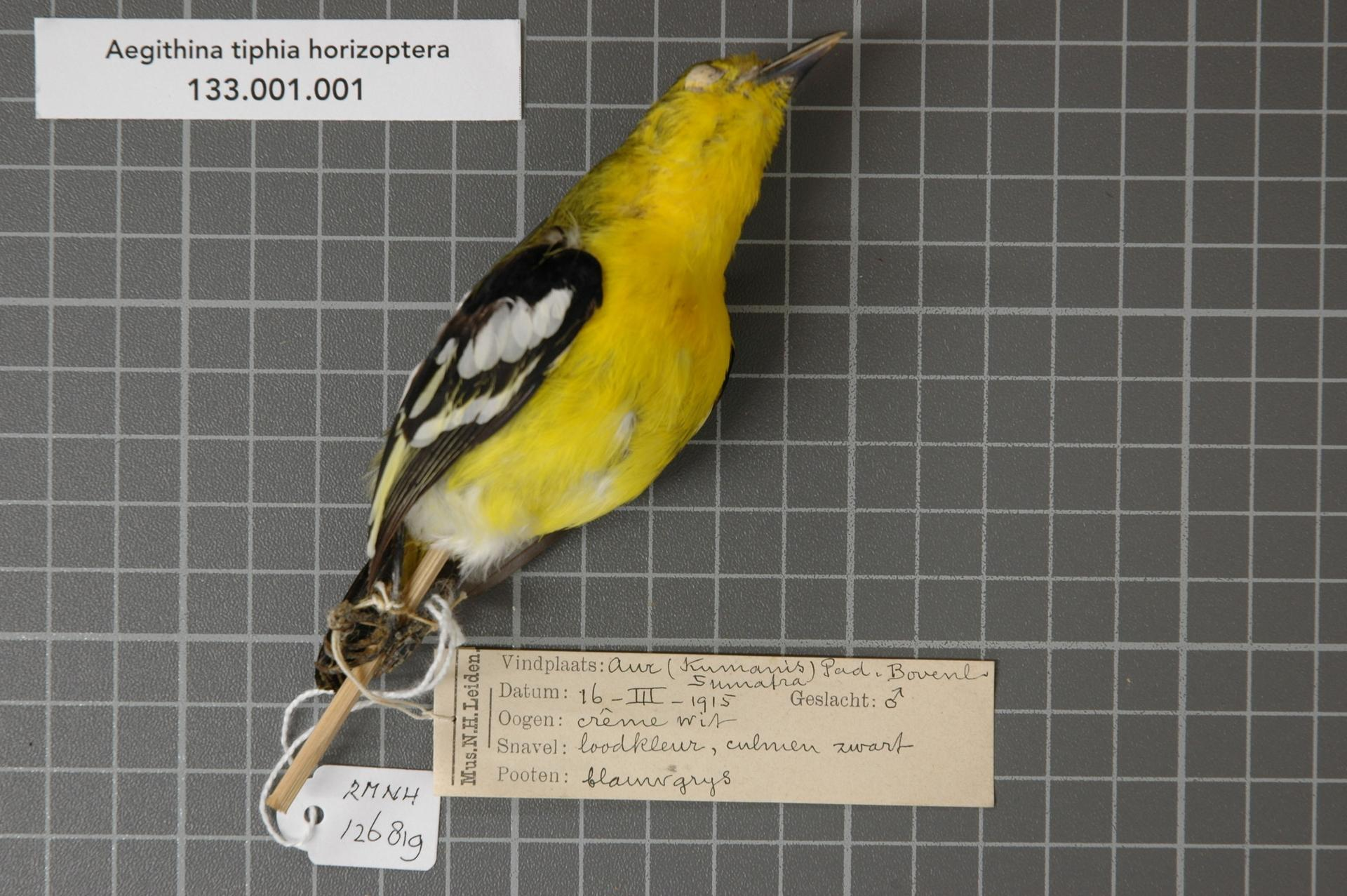
Maschio impagliato della sottospecie horizoptera.
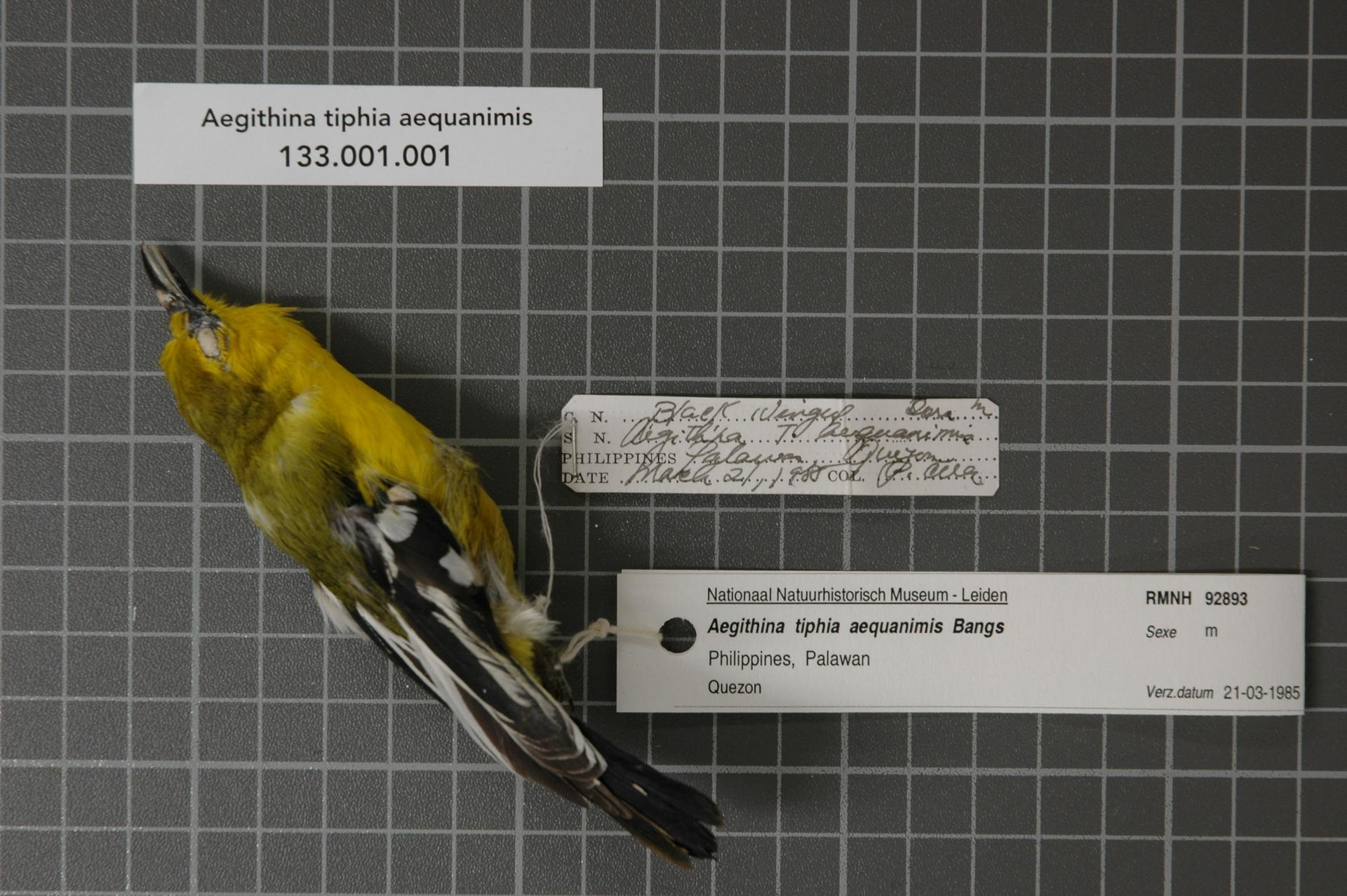
Maschio impagliato della sottospecie aequanimis.

Alcuni autori riconoscerebbero anche le sottospecie micromelaena e singapurensis della penisola malese (sinonimizzate con horizoptera), trudiae del Brunei e djungkulanensis della punta occidentale di Giava (verosimilmente meticci delle popolazioni circostanti).